# 1023
Il 1023 (MXXIII in numeri romani) è un anno  dell'XI secolo.

## Eventi

### Gennaio
- 16 gennaio (21 Shawwal 413 AH) - Egitto: Il Gran Visir del califfato fatimide in Egitto viene giustiziato solo nove mesi dopo essere succeduto a Khatir-al-Mulk.[1]

### Febbraio
- 2 febbraio - Spagna: Il Giudice-Governatore di Siviglia ad Al-Andalus (moderna Spagna) approfitta della disintegrazione del Califfato di Cordova e prende il potere come Abbad I, fondando la dinastia degli Abbadidi, discendenti dalla dinastia berbera degli Hammudidi.
- 5 febbraio - Egitto: Al Cairo nel califfato fatimide , il califfo Al-Zahir li-iʿzaz al-Din Allah ottiene il pieno potere alla morte di sua zia, Sitt al-Mulk.[2]
- 23 febbraio - India: Il tempio di Chitragupta (ora in India a Khajuraho nello stato del Madhya Pradesh) viene consacrato al dio indù Shiva durante la celebrazione di Maha Shivaratri.[3]

### Marzo
- Marzo - Iraq: Musharrif al-Dawla, Emiro dell'Iraq, si reca a Baghdad per vedere il califfo abbaside al-Qadir e tenta di sfidare il califfato.[4]
- 27 marzo - Baviera: Gebhard von Hohenwart diventa il nuovo vescovo di Ratisbona in Baviera alla morte di Gebhard di Svevia.[5]

### Aprile
- Aprile/maggio (3 Jian, 4º mese) – Giappone, Periodo Heian: un'epidemia a Kyoto  è così grave che ci sono cadaveri nelle strade; la malattia si diffonde in tutto il paese.
- 10 aprile - Siria: Al-Hasan ibn Muhammad ibn Thu'ban diventa il nuovo emiro di Halab (nell'attuale Siria settentrionale) dopo che Safiyy al-Dawla è stato licenziato dal califfo fatimide al-Hakim.[6]

### Maggio
- 11 maggio - Spagna: Nel Regno di León in Spagna, l'Abate Oliva rifiuta di autorizzare il matrimonio del re Alfonso V con Urraca Garcés, sorella del re Sancho di Pamplona, descrivendolo come incesti connubii. Il matrimonio si svolge comunque.[7]
- 16 maggio - Germania: Dalla sua capitale a Magonza in Germania, Enrico II, imperatore del Sacro Romano Impero, concede una concessione di terre a Tragoess (ora in Austria) all'abbazia di Göss.

### Giugno
- 15 giugno - Inghilterra: Il corpo del defunto Elfego di Canterbury, l'ex arcivescovo di Canterbury che in seguito sarà canonizzato come santo cattolico romano e martire della chiesa, viene seppellito nella cattedrale di Canterbury per ordine del re d'Inghilterra Canuto II, dopo essere stato trasferito da Cattedrale di St. Paul a Londra. Re Canuto, le cui truppe danesi avevano assassinato l'arcivescovo Ælfheah il 19 aprile 1012, durante l'invasione dell'Inghilterra da parte di Canuto, ha ordinato la sepoltura come espiazione per la morte di Ælfheah.[8]

### Agosto
- 11 agosto - Francia, Germania: Il re Roberto II di Francia e Enrico II, imperatore del Sacro Romano Impero, hanno un incontro in un sito neutrale a Ivois (ora Carignan nel dipartimento francese delle Ardenne) e si impegnano a convocare un'assemblea a Pavia per riformare il clero.

### Settembre
- 14 settembre - Borgogna: Rodolfo III, re di Borgogna e sua moglie, la regina Ermengarda, concedono la contea di Viennois all'arcivescovo di Vienne.

### Ottobre
- 18 ottobre - Tunisia: Al-Mu'izz ibn Badis diventa il primo sovrano ziride di Ifriqiya (l'odierna Tunisia) alla morte di sua zia, Umm Mallal, che aveva servito come reggente dal 1016.

### Novembre
- 13 novembre - Spagna: Il matrimonio del re Alfonso V di León con la principessa Urraca di Pamplona viene confermato dalla Chiesa cattolica romana.

### Dicembre
- 2 dicembre - Spagna: Abd al-Rahman V diventa il califfo musulmano di Córdova in quella che ora è la maggior parte dei due terzi meridionali della Spagna e del Portogallo rovesciando Al-Qasim al-Ma'mun, ma presta servizio solo per sei settimane fino al suo assassinio da parte di Maometto III.
- 3 dicembre - Spagna: Abbad II dichiara la Taifa di Siviglia indipendente dal dominio di Córdoba. Abd ar-Rahman V viene proclamato Califfo a Córdoba.

### Datazione incerta
- Giappone, Periodo Heian: Cerimonia del 60º compleanno e della longevità della matriarca giapponese Minamoto no Rinshi, moglie di Fujiwara no Michinaga.
- Uzbekistan: L'Impero Ghaznavide occupa la Transoxiana (data approssimativa)

## Nati
- Guglielmo VII di Aquitania, duca († 1058)
- Raimondo Berengario I di Barcellona, conte († 1076)

## Morti
- 5 febbraio - Sitt al-Mulk (n. 970)
- 28 maggio - Wulfstan II, arcivescovo di York, vescovo e letterato inglese
- 26 settembre - Goffredo II della Bassa Lorena, nobile
- 29 ottobre - Stefano Minicillo, vescovo e santo italiano (n. 935)
- 5 dicembre - Hartwig di Salisburgo, arcivescovo cattolico tedesco
- Oda di Haldensleben, nobile tedesca
- Llywelyn ap Seisyll, re gallese
- Abu Hayyan al-Tawhidi, letterato arabo

## Calendario
| Calendario 1023 | Calendario 1023 | Calendario 1023 | Calendario 1023 | Calendario 1023 | Calendario 1023 | Calendario 1023 | Calendario 1023 | Calendario 1023 | Calendario 1023 | Calendario 1023 | Calendario 1023 | Calendario 1023 | Calendario 1023 | Calendario 1023 | Calendario 1023 | Calendario 1023 | Calendario 1023 | Calendario 1023 | Calendario 1023 | Calendario 1023 | Calendario 1023 | Calendario 1023 | Calendario 1023 | Calendario 1023 | Calendario 1023 | Calendario 1023 | Calendario 1023 | Calendario 1023 | Calendario 1023 | Calendario 1023 | Calendario 1023 | Calendario 1023 |
| --------------- | --------------- | --------------- | --------------- | --------------- | --------------- | --------------- | --------------- | --------------- | --------------- | --------------- | --------------- | --------------- | --------------- | --------------- | --------------- | --------------- | --------------- | --------------- | --------------- | --------------- | --------------- | --------------- | --------------- | --------------- | --------------- | --------------- | --------------- | --------------- | --------------- | --------------- | --------------- | --------------- |
|                 | 1               | 2               | 3               | 4               | 5               | 6               | 7               | 8               | 9               | 10              | 11              | 12              | 13              | 14              | 15              | 16              | 17              | 18              | 19              | 20              | 21              | 22              | 23              | 24              | 25              | 26              | 27              | 28              | 29              | 30              | 31              |                 |
| Gennaio         | Ma              | Me              | Gi              | Ve              | Sa              | Do              | Lu              | Ma              | Me              | Gi              | Ve              | Sa              | Do              | Lu              | Ma              | Me              | Gi              | Ve              | Sa              | Do              | Lu              | Ma              | Me              | Gi              | Ve              | Sa              | Do              | Lu              | Ma              | Me              | Gi              |                 |
| Febbraio        | Ve              | Sa              | Do              | Lu              | Ma              | Me              | Gi              | Ve              | Sa              | Do              | Lu              | Ma              | Me              | Gi              | Ve              | Sa              | Do              | Lu              | Ma              | Me              | Gi              | Ve              | Sa              | Do              | Lu              | Ma              | Me              | Gi              |                 |                 |                 |                 |
| Marzo           | Ve              | Sa              | Do              | Lu              | Ma              | Me              | Gi              | Ve              | Sa              | Do              | Lu              | Ma              | Me              | Gi              | Ve              | Sa              | Do              | Lu              | Ma              | Me              | Gi              | Ve              | Sa              | Do              | Lu              | Ma              | Me              | Gi              | Ve              | Sa              | Do              |                 |
| Aprile          | Lu              | Ma              | Me              | Gi              | Ve              | Sa              | Do              | Lu              | Ma              | Me              | Gi              | Ve              | Sa              | Do              | Lu              | Ma              | Me              | Gi              | Ve              | Sa              | Do              | Lu              | Ma              | Me              | Gi              | Ve              | Sa              | Do              | Lu              | Ma              |                 |                 |
| Maggio          | Me              | Gi              | Ve              | Sa              | Do              | Lu              | Ma              | Me              | Gi              | Ve              | Sa              | Do              | Lu              | Ma              | Me              | Gi              | Ve              | Sa              | Do              | Lu              | Ma              | Me              | Gi              | Ve              | Sa              | Do              | Lu              | Ma              | Me              | Gi              | Ve              |                 |
| Giugno          | Sa              | Do              | Lu              | Ma              | Me              | Gi              | Ve              | Sa              | Do              | Lu              | Ma              | Me              | Gi              | Ve              | Sa              | Do              | Lu              | Ma              | Me              | Gi              | Ve              | Sa              | Do              | Lu              | Ma              | Me              | Gi              | Ve              | Sa              | Do              |                 |                 |
| Luglio          | Lu              | Ma              | Me              | Gi              | Ve              | Sa              | Do              | Lu              | Ma              | Me              | Gi              | Ve              | Sa              | Do              | Lu              | Ma              | Me              | Gi              | Ve              | Sa              | Do              | Lu              | Ma              | Me              | Gi              | Ve              | Sa              | Do              | Lu              | Ma              | Me              |                 |
| Agosto          | Gi              | Ve              | Sa              | Do              | Lu              | Ma              | Me              | Gi              | Ve              | Sa              | Do              | Lu              | Ma              | Me              | Gi              | Ve              | Sa              | Do              | Lu              | Ma              | Me              | Gi              | Ve              | Sa              | Do              | Lu              | Ma              | Me              | Gi              | Ve              | Sa              |                 |
| Settembre       | Do              | Lu              | Ma              | Me              | Gi              | Ve              | Sa              | Do              | Lu              | Ma              | Me              | Gi              | Ve              | Sa              | Do              | Lu              | Ma              | Me              | Gi              | Ve              | Sa              | Do              | Lu              | Ma              | Me              | Gi              | Ve              | Sa              | Do              | Lu              |                 |                 |
| Ottobre         | Ma              | Me              | Gi              | Ve              | Sa              | Do              | Lu              | Ma              | Me              | Gi              | Ve              | Sa              | Do              | Lu              | Ma              | Me              | Gi              | Ve              | Sa              | Do              | Lu              | Ma              | Me              | Gi              | Ve              | Sa              | Do              | Lu              | Ma              | Me              | Gi              |                 |
| Novembre        | Ve              | Sa              | Do              | Lu              | Ma              | Me              | Gi              | Ve              | Sa              | Do              | Lu              | Ma              | Me              | Gi              | Ve              | Sa              | Do              | Lu              | Ma              | Me              | Gi              | Ve              | Sa              | Do              | Lu              | Ma              | Me              | Gi              | Ve              | Sa              |                 |                 |
| Dicembre        | Do              | Lu              | Ma              | Me              | Gi              | Ve              | Sa              | Do              | Lu              | Ma              | Me              | Gi              | Ve              | Sa              | Do              | Lu              | Ma              | Me              | Gi              | Ve              | Sa              | Do              | Lu              | Ma              | Me              | Gi              | Ve              | Sa              | Do              | Lu              | Ma              |                 |